# First Love (film 2022)
First Love è un film del 2022 diretto da A.J. Edwards.

## Trama
La pellicola racconta il difficile passaggio di un giovane dall'età adolescenziale a quella adulta.

## Distribuzione
Il film è stato distribuito nelle sale cinematografiche statunitensi dal 17 giugno 2022 e in Italia è arrivato su Amazon Prime Video il 19 agosto 2022.